# Hamlet (pel·lícula de 1907)
Hamlet, estrenat als Estats Units com a Hamlet, Prince of Denmark, va ser un curtmetratge mut francès del 1907 dirigit per Georges Méliès, basada en la tragèdia de William Shakespeare Hamlet.

## Producció
El pioner cineasta parisenc Georges Méliès va tenir múltiples trobades cinematogràfiques amb les obres de teatre de William Shakespeare. La primera, la seva pel·lícula de 1901 Le Diable géant ou le Miracle de la madone, havia al·ludit a Romeu i Julieta incloent una escena de balcó i amants venecians anomenats Romeo i Julieta. (Una obra anterior de Méliès, la pel·lícula de 1899 Cleópâtre, de vegades s'anomena simplement Cléopatre, però no està relacionada amb Antoni i Cleopatra de Shakespeare.) Méliès també va incursionar en Shakespeare a la seva pel·lícula de 1905 Une mésaventure de Shylock, que incorpora el personatge de Shylock d' El mercader de Venècia. Tanmateix, aquestes pel·lícules anteriors només havien manllevat elements de les obres de Shakespeare; en canvi, la versió de 1907 de Méliès d' Hamlet va ser una veritable adaptació shakespeariana.
El mateix Méliès va interpretar Hamlet. Els efectes especials utilitzats a la pel·lícula incloïen l'exposició múltiple.
La pel·lícula va ser la primera adaptació cinematogràfica multiescena de qualsevol obra de Shakespeare. Més tard, el 1907, Méliès va fer la seva darrera pel·lícula shakespeariana, La Mort de Jules César, en la qual Méliès interpretava el mateix Shakespeare.

## Llançament i recepció
Hamlet va ser estrenada per la Star Film Company de Méliès, i està numerada del 980 al 987 als seus catàlegs. Va ser registrat per als drets d'autor nord-americà a la Biblioteca del Congrés el 15 d'octubre de 1907.
L'estudiós cinematogràfic Robert Hamilton Ball, ael seu estudi del cinema mut shakespearià, destaca les maneres en què Méliès va adaptar la història per explicar-la en un llenguatge realment cinematogràfic, un èxit sense precedents històricament. (Les pel·lícules anteriors de Shakespeare d'altres s'havien adherit a tècniques purament teatrals, només buscaven filmar escenes de les obres tal com es representaven a l'escenari.) Ball comenta: "És fàcil qualificar aquesta pel·lícula de deu minuts d'una simplificació absurda... però, tanmateix, va ser un avenç clar sobre qualsevol cosa que s'havia aconseguit fins ara a la pel·lícula de Shakespeare."
En el seu llibre Shakespeare, Cinema, and Society, John Collick compara la pel·lícula de Méliès amb les produccions teatrals expressionistes d'Adolphe Appia i Edward Gordon Craig, dient que l'ús de Méliès d'"exposicions múltiples i imatges expressionistes oníriques... recreaven inconscientment l'esperit, si no la intenció, de les idees d'Appia i Craig". Collick també destaca que en condensar l'obra en una breu successió d'escenes fragmentàries, Méliès va poder concentrar-se en el tema de la bogeria d'una manera artísticament expressiva.
En total, s'estima que quaranta-una adaptacions cinematogràfiques de Hamlet es van fer durant l'era muda. Com moltes d'aquestes, actualment la versió de Méliès es considera perduda.